# Солнечногорская волость
Солнечногорская волость — административно-территориальная единица в составе Клинского уезда Московской губернии Российской империи и РСФСР. Существовала до 1929 года, центром волости была деревня Солнечная Гора.
По данным 1890 года к волости относилось 111 селений. В Солнечной Горе располагались волостное правление, квартиры пристава 1-го стана и полицейского урядника, земское училище, больница и почтово-телеграфная контора. Земские училища имелись в деревне Тимоново и селе Обухово, в котором также была богадельня. В селе Мерзлом работала школа грамотности, в селе Акиманском — частное училище.
В 90-х годах XIX века из части селений Солнечногорской волости была образована Вертлинская волость Клинского уезда.
По данным на 1899 год, кроме выше перечисленного, в селе Редино работало училище, содержащееся на средства госпожи Морозовой, в сельце Талаево — больница при фабрике Прохорова.
В начале 1910-х гг. в селениях Квашнино, Никулино, Обухово, Солнечная Гора были земские училища, в селениях Подсолнечное и Солнечная гора — земские больницы, в деревнях Миронцево, Ожогино и Стегачёво функционировали грохотоплетельные заведения.
После Октябрьской революции 1917 года в волости была создана сеть сельских советов, которых в 1921 году было 18: Жуковский, Карповский, Кривцовский, Мартыновский, Масловский, Меленковский, Мелечкинский, Миронцевский, Подсолнечный, Рединский, Селищевский, Скородумовский, Сноповский, Солнечногорский, Стрелинский, Субботинский, Талаевский и Шапкинский.
В 1924 году Подсолнечный с/с был включён в состав Солнечногорского с/с, Масловский — в состав Мелечкинского, Мартыновский — в состав Шапкинского; Рединский с/с реорганизован в Гигирёвский, Меленковский с/с — в Обуховский, Скородумовский с/с — в Спас-Слободский. Для вольнопроживающих был образован Вольножительский сельсовет, который через год был ликвидирован, затем в 1927 году вновь создан, а в 1929 году вновь ликвидирован.
В 1925 году Жуковский с/с реорганизован в Новинский, Талаевский с/с — в Рекинцевский.
В 1929 году Обуховский с/с передан Кривцовскому, и состав сельсоветов стал выглядеть так: Гигирёвский, Карповский, Кривцовский, Мелечкинский, Миронцевский, Новинский, Рекинцевский, Селищевский, Сноповский, Солнечногорский, Спас-Слободский, Стрелинский, Субботинский и Шапкинский.
Согласно Всесоюзной переписи 1926 года численность населения 82 населённых пунктов волости составила 10 151 человек (4665 мужчин, 5486 женщин), насчитывалось 2118 хозяйств, среди которых 1299 крестьянских. В селе Редино имелась школа 1-й ступени, в местечке Миловидово — дом матери и младенца, в деревне Солнечная Гора размещался волостной исполнительный комитет.
В ходе реформы административно-территориального деления СССР в 1929 году Солнечногорская волость была упразднена, а её территория вошла в состав Солнечногорского района Московского округа Московской области.